# Dorycnium fulgurans
Dorycnium fulgurans là một loài thực vật có hoa trong họ Đậu. Loài này được (Porta) Lassen miêu tả khoa học đầu tiên.